# Corbières (Alpes-de-Haute-Provence)
Corbières település Franciaországban, Alpes-de-Haute-Provence megyében. Lakosainak száma 1285 fő (2022. január 1.). Corbières Gréoux-les-Bains, Pierrevert, Sainte-Tulle, Vinon-sur-Verdon és Beaumont-de-Pertuis községekkel határos.

## Népesség
A település népességének változása:
| Lakosok száma | 633  | 660  | 786  | 920  | 1068 | 1161 | 1184 | 1219 | 1241 | 1285 |
|               | 1968 | 1982 | 1990 | 2006 | 2013 | 2015 | 2017 | 2019 | 2020 | 2022 |